# Zone interdite (Seconde Guerre mondiale)
Pour les articles homonymes, voir Zone interdite.

La France coupée en plusieurs parties en 1940 : la zone libre, la zone d'occupation italienne, la zone occupée, la zone annexée Alsace-Moselle, la zone placée sous l'administration militaire allemande de Bruxelles, et les deux territoires classés « zone interdite » (zone nord-est et zone militaire littoral).

Lors de la Seconde Guerre mondiale, après la signature de l'armistice du 22 juin 1940, deux types de territoires ont été qualifiés de « zone interdite » en France :
- la zone réservée, ou zone de réserve, ou zone nord-est,
- la zone militaire littorale.

## La zone réservée
La ligne du Nord-Est (Nordost Linie en allemand) ou ligne noire (également appelée « ligne du Führer »), créée le 7 juillet 1940 et mise en fonction le 20 juillet de la même année, s'étend de la Somme à la frontière suisse.
Les départements du Nord et du Pas-de-Calais sont rattachés au gouvernement militaire de Bruxelles. La Moselle et l'Alsace sont annexées au Reich.
Le reste de cette vaste étendue de territoire au nord et à l’est de la France occupée devient « zone interdite » ou « zone réservée ». Elle comprend :
- le nord des départements de la Somme, de l’Aisne, des Ardennes,
- la Lorraine (en dehors de la Moselle annexée) ; Vosges, Meuse, Meurthe-et-Moselle,
- la Franche-Comté : Territoire de Belfort, Doubs, Haute-Saône le nord du Jura,
- la moitié est de la Haute-Marne, et quelques communes de la Marne et de la Côte-d'Or,
- le Pays de Gex, département de l'Ain, rattaché en la circonstance au département du Doubs,
- six communes de Haute-Savoie (jusqu'au 24 août 1941).

Ces territoires devenus « zones réservées » étaient destinés à devenir des zones de peuplement allemand (Hitler souhaitant la constitution d'un « pays thiois » germanisé jouant le rôle de zone-tampon à l'ouest de l'Allemagne).
Une colonisation agricole a été tentée, particulièrement dans les Ardennes et le nord de la Meuse (170 000 hectares et 11 300 exploitations passent sous contrôle allemand).
Le retour des habitants de la zone interdite est rendu impossible par ordre du commandement suprême de l’armée du Reich allemand du 9 juillet, décision dont le gouvernement de Vichy est averti le 20 juillet. Cette interdiction ne s’applique qu’aux réfugiés français, non aux belges, hollandais et luxembourgeois (environ 1 500 000) autorisés à franchir la ligne du nord-est. Le passage des mineurs vers les bassins houillers du Nord et du Pas-de-Calais est également autorisé. Jusqu’au 1er novembre des autorisations ont été largement accordées aux techniciens, ouvriers qualifiés, chefs d’entreprise, employés des transports, à certains fonctionnaires. Après cette date, la ligne du nord-est a été hermétiquement fermée. Il restait 250 000 réfugiés des régions nord en zone occupée et 350 000 en zone libre (sur environ 1 000 000 de réfugiés partis de la zone interdite en juin). En mai 1941, le régime a été assoupli, autorisant l'entrée de personnes utiles à l’économie et de familles dont le chef de famille était resté sur place. Le 18 décembre 1941, le commandement militaire supprime les postes de contrôle. Les réfugiés peuvent revenir de fait à partir de cette date. L’interdiction de franchissement de la ligne est cependant maintenue de jure jusqu’au 1er mars 1943. Les clandestins non-juifs arrêtés par un contrôle volant s'acquittaient d'une amende de 300 francs avant d'être autorisés à poursuivre leur voyage.

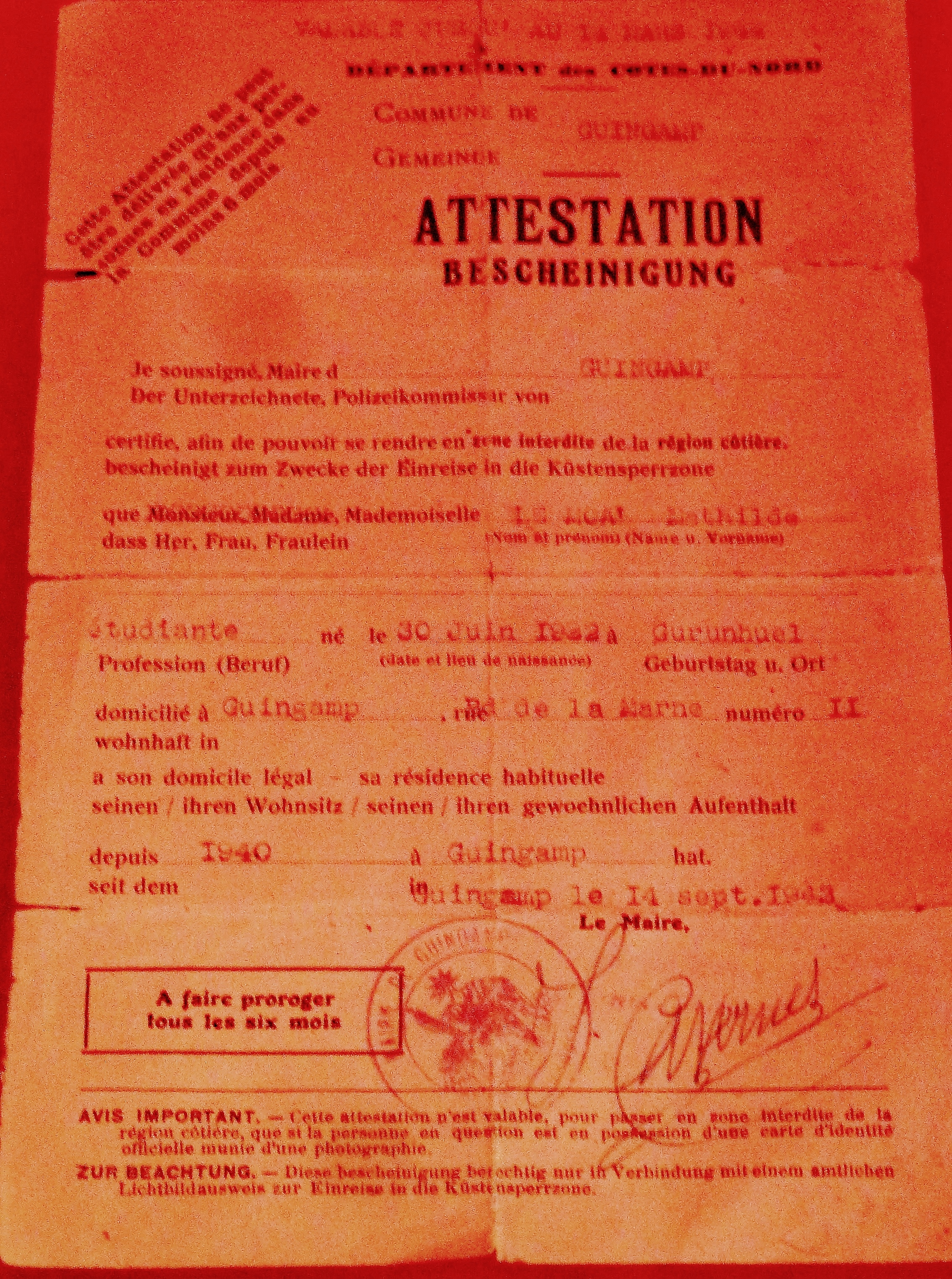
Attestation des autorités allemandes d'occupation permettant à une personne de pénétrer en zone interdite (Musée de la Résistance en Argoat, Saint-Connan).

## La zone côtière
La zone côtière interdite mise en place à partir d'avril 1941 et maintenue jusqu'à la libération en aout 1944, est une bande de terre de 20 à 30 kilomètres de large de Dunkerque à Hendaye le long des côtes de la mer du Nord, de la Manche et de l’océan Atlantique, située entre la frontière belge et la frontière espagnole. Cette zone est créée pour faciliter la défense côtière par la construction du mur de l'Atlantique.
Une réglementation précise est publiée le 20 octobre 1941. Les laissez-passer pour entrer dans la zone littorale ne sont délivrés aux non résidents qu'en cas de décès, de maladie grave, de mariage ou de la naissance d'un proche.
Les touristes et les propriétaires de résidences secondaire n'ont plus accès à la zone côtière. Les camps de colonies de vacances sont déplacés dans les terres. Le réseau téléphonique avec le reste du pays est coupé.
Il est procédé à des expulsions des résidents étrangers, juifs et tsiganes.  Les contrevenants sont passibles d'emprisonnement, de la peine de mort dans les cas les plus graves. En 1942, le franchissement de cette frontière aurait été plus difficile que celui de la ligne de démarcation. De fait les impacts importants sur les déplacements et les besoins de main-d'œuvre pour les chantiers du mur de l'Atlantique générèrent des contradictions et des alternances de durcissements et d'assouplissements temporaires.
Une règlementation sévère  limite les activités de pèche : tout bateau qui tenterait de sortir d’un port avant 9 heures du matin ou d’y entrer après 19 heures serait immédiatement canonné et détruit. Les pêcheurs devaient déclarer chaque départ et chaque retour au service de contrôle allemand. Les bateaux devaient porter un drapeau jaune sous les drapeau français pour être identifiés.
Certains départements sont particulièrement affectés. Pour le Finistère, plus de la moitié du département est concerné. Les Landes, la Gironde ou la Manche ont une proportion importante de leur territoire concerné en raison de la longueur de leur littoral.
La perspective de voir les zones côtières devenir le théâtre de combats en cas de débarquements alliés durcit la situation de la zone côtière. C’est ainsi qu’au printemps 1943, 255 000 personnes durent quitter le littoral pour rejoindre l’intérieur du pays. C’est ainsi qu’au printemps 1944, 100 000 habitants des départements du Nord et du Pas-de-Calais durent quitter leurs maisons après la déclaration d’un secteur d’une profondeur de 30 kilomètres sur les côtes de la Manche en zone de combat. Le même règlement fut appliqué sur la côte méditerranéenne où 450 000 personnes furent expulsées de leur domicile en 1944.

## La zone alsacienne
Le 22 septembre 1942, en Alsace annexée de fait, le Verordnungsblatt des Chefs der Zivilverwaltung im Elsass (« Bulletin officiel de l'administration civile en Alsace ») publie une ordonnance qui crée, le long des Vosges et de la frontière suisse, une zone interdite d'une largeur de trois kilomètres. Cette zone est interdite à toute personne âgée de plus de quinze ans. L'ordonnance entre en application le 1er octobre 1942. Elle est la conséquence des évasions de nombreux prisonniers de guerre, des jeunes après l'instauration du Reichsarbeitsdienst (RAD) le 8 mai 1941 et de l'incorporation de force dans l'armée allemande le 28 août 1942 enfin par la traversée de l'Alsace par des personnalités évadées comme le général Henri Giraud ou le député Robert Schuman.